# Unterer Muschelkalk

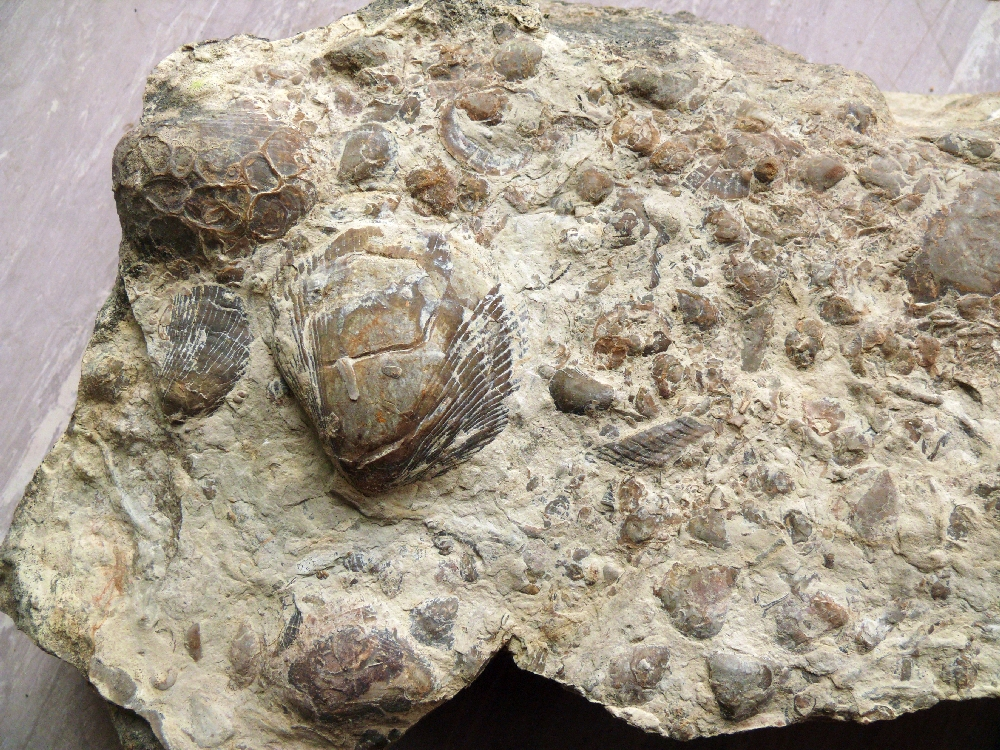
Fossilien in der oberen Schaumkalkbank (Jena-Formation) aus dem Raum Hohenlohe. Besonders auffällig die beiden großen Klappen von Plagiostoma sp.

Der Untere Muschelkalk ist eine lithostratigraphische Untergruppe des Muschelkalk der Germanischen Trias. Die lithostratigraphische Einheit wird von der Röt-Formation des Oberen Buntsandsteins unterlagert und von der Untergruppe des Mittleren Muschelkalks überlagert. Nach den überwiegend kontinentalen Ablagerungen des Buntsandsteins wurden im Unteren Muschelkalk weite Teile des Germanischen Beckens von einem Flachmeer überflutet. Die Ablagerungen des Unteren Muschelkalks (oder auch nur Teile davon) werden in der älteren und/oder populärwissenschaftlichen Literatur auch als „Wellenkalk“ bezeichnet.

## Definition
Die Untergrenze des Unteren Muschelkalks ist durch die Basis des sog. Grenzgelbkalk definiert. Die Obergrenze bildet die Basis des Mittleren Muschelkalks, die meist mit den sog. „Orbicularis-Schichten“ gezogen wird. Die Untergrenze des Unteren Muschelkalk liegt biostratigraphisch im Unteren Anisium, die Obergrenze liegt im mittleren Anisium. Dies korreliert in der Geochronologie mit dem Zeitraum von 243 bis 240 Millionen Jahren.

## Gliederung
Der Untere Muschelkalk wird in fünf lithostratigraphische Formationen gegliedert. Die fünf Formationen liegen jedoch meist nicht aufeinander, sondern vertreten sich regional:
- Jena-Formation, sie ist im zentralen Beckenteil ausgebildet und vertritt dort den gesamten unteren Muschelkalk
- Freudenstadt-Formation, im südlichen Randbereich (Schwarzwald)
- Udelfangen-Formation, auch „Muschelsandstein“, in den westlichen Randbereichen des Beckens im Eifel- und Saar-Gebiet
- Eschenbach-Formation, auch „Muschelsandstein“, in den östlichen Randbereichen des Beckens in der Oberpfalz
- Rüdersdorf-Formation, im höheren Teil des Unteren Muschelkalks in Brandenburg

## Ablagerungsraum
Der Ablagerungsraum des Unteren Muschelkalk war ein flaches Meeresbecken, das nur in den nördlichen, bzw. zentralen und östlichen Beckenbereichen voll marin war. In den Beckenbereichen kam es zur Bildung von Ooiden und karbonatischen Sanden. Im südlichen Randbereich (Freudenstadt-Formation) kam es zur Ablagerung von küstennäheren Kalken und Tonmergeln, die z. T. dolomitisch sind. An den westlichen und östlichen Rändern wurden überwiegend feinkörnige Sandsteine, Ton- und Tonmergelsteine abgelagert („Muschelsandstein“). Die Ablagerungen enthalten vollmarinen Faunen. Lediglich der obere Bereich der Udelfangen-Formation am westlichen Beckenrand ist bereits nicht mehr voll marin.